# مایکل مک‌کاسکر
مایکل مک‌کاسکر (انگلیسی: Michael McCusker؛ زادهٔ ۲۳ ژوئن ۱۹۶۶) تدوینگر اهل ایالات متحده آمریکا است. او در سال ۲۰۱۹ جایزه اسکار بهترین تدوین برای فیلم فورد در برابر فراری شده‌است، مک‌کاسکر اغلب با کارگردان جیمز منگولد همکاری می‌کند.

## فیلم‌شناسی
- سربه‌راه باش (Mangold-2005)
- Men in Trees (قسمت آزمایشی) (۲۰۰۶)
- Walkout (ادوارد جیمز آلموس-۲۰۰۶)
- ۱۰ به یوما (Mangold-2007)
- استرالیا (باز لورمن-2008; with دودی دورن)
- هشر (اسپنسر ساسر-۲۰۱۰)
- شوالیه و روز (Mangold-2010)
- مرد عنکبوتی شگفت‌انگیز (مارک وب-۲۰۱۲)
- ولورین (Mangold-2013)
- برخیز (تیت تیلور-۲۰۱۴)
- ۱۳ ساعت: سربازان مخفی بنغازی (مایکل بی-۲۰۱۶)
- دختری در قطار (Taylor-2016)
- لوگان (Mangold-2017)
- فورد در برابر فراری (جیمز منگولد-۲۰۱۹)
- نامتعادل (Borte - 2020)
- دختر شیرین (Andrew Mendoza-2021; with Matt Chessé)